# Bosco Selvapiana di Amaseno
Bosco Selvapiana di Amaseno este o arie protejată (arie specială de conservare — SAC, sit de importanță comunitară — SCI) din Italia întinsă pe o suprafață de 257 ha, integral pe uscat.

## Localizare
Centrul sitului Bosco Selvapiana di Amaseno este situat la coordonatele 41°29′11″N 13°19′01″E / 41.486389°N 13.316944°E.

## Înființare
Situl Bosco Selvapiana di Amaseno a fost declarat sit de importanță comunitară în iunie 1995 pentru a proteja 1 specie de animale. Situl a fost protejat și ca arie specială de conservare în decembrie 2016.

## Biodiversitate
Situată în ecoregiunea mediteraneană, aria protejată conține 1 habitat natural: Păduri panonice-balcanice de stejar turcesc - stejar sesil.
La baza desemnării sitului se află o specie protejată de  reptile: șarpele cu patru dungi (Elaphe quatuorlineata).
Pe lângă speciile protejate, pe teritoriul sitului au mai fost identificate 4 specii de plante.